# William Wyrley
William Wyrley, Esq. (1565–1618) angol történetíró, herold. A neve előfordul Worley és Hamstead Hall alakban is.
Családjának a 13. századtól Hamstead Hallban, Birmingham közelében voltak birtokai. (Great Wyrley település neve szász eredetű. Hódító Vilmos megengedte a szász Wyrleynek, hogy Cannock Chase erdészeként a birtokán maradhasson.) William Wyrley Handsworthben lakott, ahol ő volt a legnagyobb birtokos. Halálakor több mint 500 juha volt. A mentora Sampson Erdeswicke (-1603), neves katolikus történetíró volt, akinél titkárként szolgált és Wyrleyt oktatta. 1604-től haláláig Rouge Croix Pursuivant volt. John Guillim követte ebben a tisztségben (1619-1621).
Heraldikai műve Gerard Leighre támaszkodik. Ő viszont John Guillim számára szolgált forrásként. Számos értékes genealógiai és helytörténeti adalékkal is szolgál. Azt beszélték, hogy Wyrley The True Use of Armorie című művét valójában Erdeswicke írta és ő maga is úgy nyilatkozott William Burton történtírónak, hogy megengedte Wyrleynek, hogy a saját neve alatt adja ki. Ez azonban Antony Wood szerint nem helytálló, mert Erdeswicke szerinte gyakran félrebeszélt, különösen az utolsó napjaiban, ami köztudomású volt a College of Arms tagjai között ("tis very well known at this day among the chief of the College of Arms"; Ath. Oxon., Bliss ed., II, 217-18).

## Heraldikai műve a British Library katalógusából
- The true use of Armorie. (The … Life … of Sir J. Chandos, etc. [In verse.] The Life of Sir J. de Gralh Capitall de Buz. [In verse.]) Main heading: WYRLEY. William
  - Publication details: J. Jackson for G. Cawood: London, 1592

- The true use of Armorie. (The … Life … of Sir J. Chandos, etc. [In verse.] The Life of Sir J. de Gralh Capitall de Buz. [In verse.])] London, 1853

- ERDESWICK, Sampson: A survey of Staffordshire … With a description of Beeston-Castle in Cheshire; publish’d from Sir W. Dugdale’s transcript of the author’s original copy. To which are added, Observations on the possessors of monastery-lands in Staffordshire: By Sir S. Degge. MS. notes [by Peter Le Neve, Norroy].] Edition [Another edition.] Collated with manuscript copies, and with additions and corrections by Wyrley, Chetwynd, Degge, Smyth, Lyttelton, Buckeridge, and others … By T. Harwood, B.D. Publisher/year  Westminster : J. Nichols, etc., 1820. Added name BUCKERIDGE, Theophilus. CHETWYND, Walter. DEGGE, Simon, Sir. HARWOOD, Thomas, Rev., F.S.A. LYTTELTON, Charles, Bishop of Carlisle. SMYTH, Robert, Rector of Woodstone. WYRLEY, William.